# Tru Loved
Tru Loved è un film del 2008 diretto da Stewart Wade.
Il film è stato presentato in anteprima al Sedona Film Festival il 28 febbraio 2008 e al Frameline Film Festival il 21 giugno 2008. Ha ricevuto 14 premi in sei festival cinematografici. Il film è uscito in versione limitata il 17 ottobre 2008.

## Trama
La sedicenne Tru è cresciuta a San Francisco da due madri lesbiche e due padri gay. Quando una delle sue madri ottiene un lavoro ben pagato in un sobborgo multiculturale ma più conservatore nel sud della California, Tru e le sue madri si trasferiscono.
Quando Tru inizia la sua nuova scuola, gli insegnanti la accolgono bene mentre un gruppo di atleti di calcio e le loro amiche la maltrattano e dicono che sembra una "dyke". Uno dei calciatori, Lodell, cambia idea su di lei e i due iniziano a frequentarsi, ma la relazione non diventa mai sessuale. Quando assistono al musical The Marvelous Wonderettes, Lodell flirta con un uomo. I padri di Tru suggeriscono che Lodell sia gay, e quando Tru lo interroga al riguardo egli alla fine ammette con riluttanza di essere omosessuale. Lei gli dice che accetta di restare sua amica in modo che possa continuare ad essere accettato a scuola.
Tru inizia a trascorrere del tempo con Manuel, il migliore amico di Lodell, ma quando lui bullizza Walter, un compagno di classe apertamente gay, Tru difende quest'ultimo e diventa suo amico. Insieme tentano di istituire una Gay Straight Alliance e sebbene un insegnante conservatore e un insegnante di inglese rifiutino di sostenere il gruppo, l'insegnante di recitazione accetta di essere lo sponsor della facoltà. Il primo incontro ha successo, con diverse persone che partecipano a una lunga discussione sul matrimonio tra persone dello stesso sesso in California. Intanto durante gli allenamenti di calcio l'allenatore chiama i giocatori "donne", parla male degli omosessuali e chiede ai membri della sua squadra se vogliono "mettere un po' di muscoli o andare a incontrare [i loro] fidanzati al Gay Scouts of America". Tutti rispondono che vogliono "giocare a pallone".
Alla fine della riunione della Gay Straight Alliance Tru incontra Trevor, un hipster-geek sostenitore dei diritti gay. Inizialmente la ragazza pensa che lui sia gay, ma ben presto tra i due viene ad instaurarsi una relazione intima. Cresciuto dallo zio autore di fiction gay, Trevor ha una mentalità aperta sulla famiglia di Tru. Più tardi, Tru scopre che Lodell e Walter hanno una relazione sessualmente e pone fine alla sua finta relazione con Lodell. Quando Lodell e i suoi compagni di calcio distruggono uno striscione della Gay Straight Alliance, Trevor, per vendicarsi, invia una e-mail di coming out dall'account di Lodell. Tru ne è inizialmente sconvolta ma alla fine lo perdona.
Le madri di Tru tengono una piccola cerimonia di impegno nel cortile sul retro di casa alla quale hanno partecipato insegnanti e altre persone del posto. Lodell arriva per annunciare che ha interrotto un'altra finta relazione e che ha l'opportunità di riconciliarsi con Walter ed incontrare David Kopay. Manuel arriva con il suo allenatore di calcio e prende a pugni Lodell per non aver rivelato la sua sessualità. Egli rifiuta di accettare l'omosessualità, ma promette di continuare ad essere amico di Lodell. Lodell canta una canzone da lui scritta, il preside della scuola balla con lo zio di Trevor e l'insegnante insegnante di inglese viene avvisata dall'amica e collega insegnante Maple di essere aperta sulla propria sessualità. Nella breve scena finale, Lodell fa coming out con sua madre e sua nonna e presenta Walter come il suo ragazzo.

## Accoglienza

### Incassi
Il film ha incassato ai botteghini 9.467 dollari

### Critica
Rotten Tomatoes ha valutato il film al 35%. Kevin Thomas del Los Angeles Times ha definito il film "accattivante, puntuale e coraggioso", ma il Chicago Reader lo ha definito "inutile ciarpame per il mercato gay-lesbico." Il critico cinematografico Roger Ebert ha causato una polemica quando la sua recensione pubblicata del film ha rivelato che si era fermato a guardare dopo soli otto minuti, ed è uno dei soli quattro film he walked out on (gli altri sono Io, Caligula, Il gabbiano Jonathan e La statua). Ha spiegato: "A quello che si è rivelato essere il segno degli otto minuti, ho messo in pausa il disco, ho guardato i miei appunti finora e ho pensato 'C'è la mia recensione proprio lì .' Il film mi aveva lasciato non voler vedere di più." Successivamente ha guardato e recensito l'intero film e ha promesso di non rivedere mai più un film che non aveva mai visto "nella sua interezza. Mai. Mai." Nella sua recensione del film completo, Ebert gli ha dato una stella e ha suggerito che il film sarebbe stato attraente principalmente per i giovani adolescenti gay, e che "[i] tutti i suoi attori hanno a che fare con ruoli che sono sotto o sopra scritto e con personaggi che sono stereotipi unidimensionali (l'allenatore, la nonna, entrambi i padri gay)."

## Premi e nomination[5]
| Anno | Premio                        | Categoria         | Ricevente                    | Risultato       |
| ---- | ----------------------------- | ----------------- | ---------------------------- | --------------- |
| 2008 | Breckenridge Festival of Film | Miglior film      | Stewart Wade                 | Vincitore/trice |
| 2008 | Breckenridge Festival of Film | Narrative Feature | Stewart Wade e Antonio Brown | Vincitore/trice |
| 2008 | Breckenridge Festival of Film | GLBT              | Stewart Wade                 | Vincitore/trice |
| 2008 | Breckenridge Festival of Film | Miglior attrice   | Najarra Townsend             | Vincitore/trice |